# Ezequiel Barco
Esequiel Barco (Villa Gobernador Gálvez, 29 marzo 1999) è un calciatore argentino, centrocampista dello Spartak Mosca.
Nel 2016 è stato inserito nella lista dei migliori sessanta calciatori nati nel 1999 stilata da The Guardian.

## Caratteristiche tecniche
È un trequartista che può essere impiegato come ala, preferibilmente sul lato sinistro del campo, in possesso di un gran cambio di passo e di un ottimo dribbling. Un suo punto di forza è il tiro a giro 

## Carriera

### Club
Cresciuto nelle giovanili dell'Independiente, fa il suo debutto da professionista l'8 agosto 2016 in Copa Argentina contro il Defensa y Justicia. Segna la sua prima rete l'11 settembre successivo, segnando al 93' la rete del definitivo 2-0 contro il Godoy Cruz. Nel 2017 vince la Coppa Sudamericana con l'Independiente.
Il 19 gennaio 2018 passa all’Atlanta United.

### Nazionale
Nel 2017 partecipa con la nazionale Under-20 argentina al Campionato sudamericano, disputando otto incontri.

## Statistiche

### Presenze e reti nei club
Statistiche aggiornate al 29 maggio 2025.
| Stagione              | Squadra               | Campionato            | Campionato | Campionato | Coppe nazionali | Coppe nazionali | Coppe nazionali | Coppe continentali | Coppe continentali | Coppe continentali | Altre coppe | Altre coppe | Altre coppe | Totale | Totale |
| Stagione              | Squadra               | Comp                  | Pres       | Reti       | Comp            | Pres            | Reti            | Comp               | Pres               | Reti               | Comp        | Pres        | Reti        | Pres   | Reti   |
| --------------------- | --------------------- | --------------------- | ---------- | ---------- | --------------- | --------------- | --------------- | ------------------ | ------------------ | ------------------ | ----------- | ----------- | ----------- | ------ | ------ |
| 2016                  | Independiente         | PD                    | 0          | 0          | CA              | 1               | 0               | CS                 | 4                  | 0                  |             | -           | -           | 5      | 0      |
| 2016-2017             | Independiente         | PD                    | 30         | 4          | CA              | 1               | 0               | CS                 | 2                  | 0                  |             | -           | -           | 33     | 4      |
| 2017-2018             | Independiente         | PD                    | 8          | 1          | CA              | 1               | 0               | CS                 | 12                 | 3                  | -           | -           | -           | 21     | 4      |
| Totale Independiente  | Totale Independiente  | Totale Independiente  | 38         | 5          |                 | 3               | 0               |                    | 18                 | 3                  |             | -           | -           | 59     | 8      |
| 2018                  | Atlanta United        | MLS                   | 26+5       | 4+0        | USOC            | 2               | 1               | -                  | -                  | -                  | -           | -           | -           | 33     | 5      |
| 2019                  | Atlanta United        | MLS                   | 18         | 4          | USOC            | 3               | 0               | CCL                | 4                  | 0                  | CC          | 1           | 0           | 26     | 4      |
| 2020                  | Atlanta United        | MLS                   | 12         | 2          | -               | -               | -               | CCL                | 4                  | 0                  | MISB        | 3           | 0           | 19     | 2      |
| 2021                  | Atlanta United        | MLS                   | 26         | 7          | -               | -               | -               | CCL                | 3                  | 1                  | -           | -           | -           | 29     | 8      |
| Totale Atlanta United | Totale Atlanta United | Totale Atlanta United | 82+5       | 17         |                 | 5               | 1               |                    | 11                 | 1                  |             | 4           | 0           | 107    | 19     |
| 2022                  | River Plate           | PD                    | 24         | 1          | CA+CdL          | 2+11            | 0+2             | CL                 | 7                  | 2                  | -           | -           | -           | 44     | 5      |
| 2023                  | River Plate           | PD                    | 25         | 5          | CA              | 1+16            | 0+2             | CL                 | 8                  | 2                  | TC          | 1           | 0           | 51     | 9      |
| gen.-lug. 2024        | River Plate           | PD                    | 5          | 1          | CA+CdL          | 1+15            | 1+0             | CL                 | 6                  | 0                  | SA          | 1           | 0           | 28     | 2      |
| Totale River Plate    | Totale River Plate    | Totale River Plate    | 54         | 7          |                 | 46              | 5               |                    | 21                 | 4                  |             | 2           | 0           | 123    | 16     |
| 2024-2025             | Spartak Mosca         | PL                    | 27         | 12         | KR              | 9               | 2               | -                  | -                  | -                  | -           | -           | -           | 36     | 14     |
| Totale carriera       | Totale carriera       | Totale carriera       | 206        | 41         |                 | 63              | 8               |                    | 50                 | 8                  |             | 6           | 0           | 325    | 57     |

## Palmarès

### Competizioni internazionali
- Coppa Sudamericana: 1

Independiente: 2017
- Coppa Suruga Bank: 1

Independiente: 2018
- Campeones Cup: 1

Atlanta United: 2019

### Competizioni nazionali
- Campionato MLS: 1

Atlanta United: 2018
- U.S. Open Cup: 1

Atlanta United: 2019
- Campionato argentino: 1

River Plate: 2023
- Trofeo de Campeones de la Liga Profesional: 1

River Plate: 2023